# Takuya Matsuura
Takuya Matsuura (jap. 松浦 拓弥 Matsuura Takuya; ur. 21 grudnia 1988) – japoński piłkarz występujący na pozycji pomocnika. Obecnie występuje w Júbilo Iwata.

## Kariera klubowa
Od 2007 roku występował w klubach Júbilo Iwata i Avispa Fukuoka. Gra głównie jako lewy skrzydłowy, ale często schodzi do środka pola.